# 圍玉
圍玉（囲い，かこい）是日本將棋中用於保護玉將的陣型。
將棋中，若不保護玉將就逕行攻擊敵陣，很容易會被直接反擊。為了預防太快被反殺，必須以金將、銀將等棋駒築成守備陣型，並讓玉將避入，此種守備陣即為「圍玉」，而玉將進入圍玉的動作稱為「入城」或「圍成」（囲う）。圍玉要與己方使用的戰法相搭配，特別要考慮居飛車、振飛車的差別來選擇圍玉。常出現的圍玉會被歸類成為典型，例如美濃圍、矢倉圍、穴熊圍等。

## 居飛車圍玉

### 相居飛車
矢倉（やぐら、Fortress）原始定義為左翼77（33）銀-78（32）金的圍玉，是同名戰型「矢倉戰」必備，也常見於角交換戰型，近年來逐步引進相懸戰使用。矢倉以金銀三枚搭配左翼桂香，強調上部防禦，是相居飛車戰型中數一數二堅固的圍玉，弱點則位於側翼。金矢倉是矢倉圍系統的主流，常見變體包含銀矢倉、片矢倉、總矢倉、低位矢倉、菊水矢倉、菱矢倉、流矢倉、土居矢倉等。
| 銀矢倉 | 片矢倉（天野矢倉、半矢倉） | Bonanza圍 |
| 總矢倉 | 低位矢倉                   | 菊水矢倉  |
| 菱矢倉 | 流矢倉                     | 土居矢倉  |

在組矢倉的過程中，往往先形成兜圍（カブト、Helmet，又稱兜矢倉）或蟹圍（カニ囲い、Crab），在組完矢倉後則有矢倉穴熊的加固變化。
| 兜圍 | 蟹圍 | 矢倉穴熊 |

雁木（がんぎ、Snowroof）在將棋史上有多種不同定義，現代將棋中指左銀位於67（43），空出77（33）的圍玉。近年隨著AI科技發展，雁木逐漸成為將棋界主流，與相居飛車四種基本戰型發展出差異，並一度有取代矢倉之勢。牛角銀雁木（ツノ銀雁木、Silver Horns Snowroof）則為諸多雁木變體中咸認結構優秀者。
右玉（みぎぎょく、Right-hand King）指玉將移居右翼的居飛車戰法，過去多被視為奇襲戰法，但由於平衡感優良、對手可打入空隙少，實為相當優秀的圍玉。
| 雁木 | 牛角銀雁木 | 右玉 | 雁木右玉 |

中住居（Central House）指玉將僅向前移至58（52）的圍玉，組法簡單，防禦範圍較廣，可有效減少對手打入大駒的空隙，常用於相懸及橫步取，弱點在上部。變體包含草莓圍（イチゴ囲い、Strawberry）、中原圍（中原囲い、Nakahara）等。
| 中住居 | 草莓圍 | 中原圍 |

其他相居飛車圍玉包含開金（大阪圍）、鴨圍、肩圍（カタ囲い）等。
| 開金 | 鴨圍 | 肩圍 |

### 對抗型

#### 急戰
舟圍（ふながこい、Boat）指玉將位於78（32）、右金位於58（52）的圍玉，是居飛車對振飛車急戰的主流圍玉系統。雖不堅固，但發展性很好，可能改組成左美濃、銀冠、穴熊等持久戰圍玉。舟圍本身可依銀將位置衍生出三種發展形，其他變體包含千金小姐圍（箱入り娘、Girl-in-the-House）、水泥圍（セメント囲い、Truck）、二枚圍、大住圍（Cozy castle，又名大隅圍）、Elmo圍、銀雲雀等。
| 6八銀型舟圍      | 5七銀左型舟圍 | 5七銀右型舟圍（菱圍） |
| 千金小姐圍       | 水泥圍        | 二枚圍                |
| 大住圍（大隅圍） | Elmo圍        | 銀雲雀                |

#### 持久戰
居飛車穴熊指玉將位於99（11）、香車位於98（12）的圍玉，非常堅硬，是居飛車對抗型持久戰的主流。變體有6七金型、四枚穴熊（7八金型）、四枚銀冠穴熊、田尻穴熊、松尾流、Big4等。
| 6七金型穴熊 | 四枚穴熊（7八金型） | 四枚銀冠穴熊 |
| 田尻穴熊    | 松尾流穴熊          | Big4         |

左美濃是美濃圍的居飛車版本，變體眾多，玉將位於98（12）且銀將位於87（23）的布局特稱為米長玉（Yonenaga King），位於87（23）者稱為天守閣美濃，兩者均一度有極高勝率。然而，在四間飛車藤井系統問世後，左美濃幾乎被完全剋制，此後已罕見於職業賽局。
玉將位於98（12）的左美濃稱為端美濃，若使兩枚金將並排於7筋（3筋），左銀移動到88（22），則會形成類似穴熊的結構，稱為串燒圍（串カツ、Skewered Cutlet），雖然玉將可以避開角道，但左香不能活用，且容易被端攻，所以並不是個好用的圍玉。
| 左美濃（8八玉型） | 天守閣美濃 | 四枚美濃 |

| 左銀冠（四枚） | 左銀冠（三枚） | 左銀冠（米長玉） |

| 一段玉型 | 平美濃 | 端美濃 | 串燒圍 |

千禧圍（ミレニアム、Millenium），又稱「雪屋」（カマクラ）、「魚糕」（カマボコ）、「碉堡」（トーチカ），是針對藤井系統開發的新圍玉，能有效避免穴熊遭遇的角道直射問題，並活用左桂。缺點是手數更多，且離中央較近，並未比較堅固。
| 千禧圍（三枚） | 千禧圍（四枚） | 千禧圍（四枚） |
| 千禧圍（銀冠） | 千禧圍（低位） | 千禧圍早圍     |

中段玉（ちゅうだんぎょく、Mid-Rank King）指玉將圍於四~六段的陣型，以入玉（使玉將安全進入敵陣）為目標，是較為罕見的圍玉。典型包含空中樓閣（くうちゅう ろうかく、Aerial Tower）、四段端玉（よんだん はしぎょく、Fourth Rank Edge King）等。
| 空中樓閣   | 四段端玉             | 懸空圍（宙ぶらりん囲い）           |
| 久夢流之一 | 久夢流之二（中飛車） | 久夢流之三（向飛車） |

### 其他
文鎮圍（ぶんちんがこい、Paperweight）是專門搭配地下鐵飛車（Subway Rook）的圍玉，可用於對抗振飛車，或壓制居飛車對手的右玉。
| 文鎮圍 | 地下鐵飛車一例 |

## 振飛車圍玉

### 通用型
振飛車對抗居飛車的圍玉強調側向防守，但通常也都能加固上方，因此也可以用於相振飛車戰型中。
| 本美濃 | 振飛車穴熊 |

美濃（みの、Mino）是最具代表性的振飛車圍玉，手數少、防禦範圍廣、玉形堅硬。美濃的弱點在上部，因此常隨戰局改組為高美濃（たかみの、High Mino）或銀冠（ぎんかんむり、Silver Crown）。美濃的變體包含銀美濃、片美濃、金美濃、鑽石美濃、木村美濃、平目（ヒラメ、Flatfish）、端玉銀冠、銀冠穴熊等。
| 高美濃   | 銀冠                | 銀冠（4八金型） |
| 銀美濃   | 片美濃              | 金美濃          |
| 鑽石美濃 | 木村美濃            | 平目            |
| 端玉銀冠 | 端玉銀冠（4八金型） | 銀冠穴熊        |

振飛車穴熊指玉將位於19（91）且香車位於18（92）的圍玉，手數稍多但非常堅固，與美濃齊名，非常具有代表性。變體包含3九（7一）4八（6二）型、片穴熊、銀冠穴熊等。
| 3九（7一）4八（6二）型穴熊 | 片穴熊（現代穴熊） | 銀冠穴熊 |

振飛車舟圍系統源於大住圍（Cozy castle，又名大隅圍），大住圍手數少、彈性佳、發展眾多，在亂戰時相性優良，後來也引進居飛車戰使用。大住圍的發展型稱為高大住。
振飛車舟圍系統還有壁圍（壁囲い，Wall，是一種早圍）、Elmo圍等變化。
| 大住圍                     | 高大住   | 「小隅圍」 |
| 壁圍之一（可發展為金美濃） | 壁圍之二 | Elmo圍     |

其他通用於各種振飛車戰型的「左右平衡」圍玉包含中住居及風車。
| 中住居 | 風車基本形之一 | 風車基本形之二 |

### 相振飛車
相振飛車圍玉早年以金無雙最為普遍，金無雙手數少、上部堅硬，應對端攻也很強，但圍玉演進過程中常出現「壁銀」（銀將擋住玉將逃生通道）的惡形，讓大山康晴名人非常討厭，因此他雖為振飛車黨人，卻從來不下相振飛車。金無雙的弱點在4筋（6筋）。
| 金無双（右銀待機） | 金無雙「壁銀」 | 金無双（發展型） |

近年來，相振飛車圍玉主流逐漸變成美濃（先後手通用）及穴熊（常搭配三間飛車，多為後手使用），此外也從相居飛車戰引進的矢倉與雁木，右矢倉收效良好，一度使三間浮飛車銷聲匿跡。
| 右矢倉（通常形） | 右矢倉（入城） | 右雁木 |

左玉想法與居飛車的右玉相似，打破「玉飛不接近」的定見，並將戰力集中到左翼，壓制對手右翼的圍玉區，平衡性良好、無打入空隙且玉將逃脫路徑甚多，缺點是己方右翼較薄弱，可能有被側面突破的風險。
| 左玉理想形 | 左玉一例 | 右角左玉 |

## 其他圍玉
- 駒落用圍玉：多傳圍（適合二枚落、四枚落）、象眼圍（適合角落）。
- 無敵圍：又名初心者圍，漫畫《81diver》中提到的玩笑圍玉。